# Кучурган (Раздельнянский район)
Кучурга́н (укр. Кучурган, до 1945 года — Страсбург, нем. Straßburg) — село в Раздельнянском районе Одесской области Украины.
Население по переписи 2001 года составляло 3322 человека. Почтовый индекс — 67450. Телефонный код — 4853. Занимает площадь 3,423 км². Код КОАТУУ — 5123983401.
В селе расположен пункт пропуска на украинско-молдавской границе Кучурган — Первомайск. Через село проходит трасса международного значения E 58 (и E 581) Тирасполь — Кучурган — Одесса.
В селе находится лепрозорий.
Местный совет: 67450, Одесская обл., Раздельнянский р-н, с. Кучурган.

## История
Село было основано в 1808 году как немецкая земледельческая колония и была заселена выходцами из Эльзаса, Бадена и Пфальца. Первым бургомистром был назначен выходец из Мотерна Михаэль Штрейфель. К 1816 году в селе насчитывалось 60 дворов.  
В так называемый Кучурганский колонистский округ — соседние поселения, также основанные в 1808 году выходцами из Восточной Франции и Юго-Западной Германии входили сёла Зельц (сейчас пгт Лиманское), Кандель (ныне в составе Лиманского), Баден (Очеретовка, сейчас в черте Кучургана), Мангейм (Каменка) и Эльзас (Щербанка). 
В 1863—1867 годах в селе был построен католический храм святого Иосифа (в советский период перестроен в Дом культуры), а в 1878 году открыта школа. 
К 1912 году в селе проживало 2178 человек, работали кузницы, сапожные и деревообрабатывающие мастерские. Также в селе было три таверны и постоялый двор. 
Во время Великой Отечественной войны многие жители села были вывезены в Германию и размещены в Вартегау. Многие из них так и не вернулись в Страсбург.  
В 1945 году указом ПВС УССР село Страсбург было официально переименовано в Кучурган.  
В 1967 году в состав Кучургана включено село Очеретовка (до 1945 года — Баден). 

## Известные уроженцы
- Фризон, Александр Иванович (1875—1937) — титулярный епископ Лимиренский (с 1926). Деятель Римско-католической церкви.